# Източен Машоналенд
Източен Машоналенд е една от областите на Зимбабве. Разположена е в северната част на страната и граничи с Мозамбик. Площта на областта е 32 230 км², a населението, по оценка от август 2017 г.) – 1 366 522 души. Столицата на Източен Машоналенд е град Марондера. Източен Машоналенд е разделена на осем района – Чикомба, Горомонзи, Марондера, Мудзи, Мурехуа, Мутоко, Секе и Уедза.